# Nyssodesmus nicaraguanus
Nyssodesmus nicaraguanus är en mångfotingart som beskrevs av Chamberlin 1922. Nyssodesmus nicaraguanus ingår i släktet Nyssodesmus och familjen Platyrhacidae. Inga underarter finns listade i Catalogue of Life.